# Tombeau des Martyrs
Le tombeau des Martyrs (ou dolmen des Maîtres, ou dolmen de Ros et Trévineuc) est un dolmen sous cairn de Nivillac, dans le Morbihan en France.

## Localisation
L'édifice est situé dans un bois immédiatement à l'ouest de la route du bourg à Foleux, à environ 250 m à vol d'oiseau au nord du hameau de Ros.

## Description
L'édifice est un dolmen à couloir, bâti avec des blocs de granite, encore partiellement recouvert de son cairn. Il est très dégradé.
De la chambre funéraire, d'un diamètre d'environ 2,5 m, ne subsiste que trois orthostates, (dont une atteint 2 m) et une grande dalle de plus de 40 cm d'épaisseur, dont on ne sait s'il s'agit de la couverture ou le dallage. 
Le couloir mesure environ 2 m de long et est orienté au sud-est,.
Les pierres manquantes ont vraisemblablement servi de matériaux de construction aux époques ultérieures.

## Historique
Le cairn date du Néolithique, probablement vers 4500 av. J.-C..
Une campagne de fouille est menée courant 1954 par l'archéologue P.-R. Griot. Lors de celle-ci sont mis au jour une statue de Vénus anadyomène en terre blanche, et des fragments de poterie (dont des poteries gallo-romaines).
L'édifice est classé au titre des monuments historiques par arrêté du 9 mars 1957.